# Castlevania: Aria of Sorrow
Castlevania: Aria of Sorrow é um jogo eletrônico de ação e aventura desenvolvido e publicado pela Konami para o Game Boy Advance. Ele faz parte da série Castlevania e é o terceiro título lançado para o console portátil. O jogo foi lançado para os Estados Unidos em 6 de maio de 2003 e para o Japão no dia 8 de maio do mesmo ano. Apesar do seu número de vendas no Japão ter sido pequeno, totalizando em aproximadamente 27 000 unidades após quase um mês de lançamento, ele foi um sucesso comercial nos Estados Unidos, contando com mais de 158 000 unidades vendidas após três meses de venda.
Sua história se passa no universo fictício da série Castlevania, onde é retratada a luta entre os caçadores de vampiro do clã Belmont e o lorde vampiro Dracula. A época em que o jogo se ambienta é no ano 2035, onde o Conde Dracula estava morto, tendo seus poderes herdados pela sua reencarnação. A história se foca nas aventuras de Soma Cruz, um estudante que recebe estranhos poderes devido à morte do Dracula, e a sua batalha contra aqueles que querem adquirir tais poderes.
Aria of Sorrow possui vários elementos comuns de outros jogos da série, incluindo Castlevania: Harmony of Dissonance, que estava em desenvolvimento na mesma época que o Aria of Sorrow. Ele incorpora a combinação de elementos de jogos de plataforma e RPG que foram inicialmente usados no best-selling Castlevania: Symphony of the Night. Ele também introduz várias novidades à série, como o sistema "Tactical Soul" e uma história cuja época é futurística, em contraste à da história dos vários outros jogos Castlevania. Aria of Sorrow recebeu vários elogios de diversas publicações de videogame, com muitas considerando-o um dos melhores jogos de Castlevania desde Symphony of the Night.
A Konami lançou uma seqüência de Aria of Sorrow, titulada como Castlevania: Dawn of Sorrow, no dia 25 de agosto de 2005 para o Japão. Este incorporou vários elementos de seu antecessor, incluindo o sistema de "Tactical Soul". O Aria of Sorrow também foi relançado como parte do "Konami the Best" da Konami, em 3 de novembro do mesmo ano, no Japão, e também como parte de um pacote junto com o Harmony of Dissonance, intitulado Castlevania Double Pack, para os EUA em 11 de janeiro de 2006.

## Jogabilidade
Aria of Sorrow possui um estilo de jogo de "rolagem de tela" onde o jogador controla o personagem sob uma perspectiva de terceira pessoa para interagir com pessoas, objetos e inimigos. Semelhante a títulos anteriores da série e à maioria dos jogos de RPG, o personagem sobe de nível a cada vez que ele alcança um número definido de pontos de experiência, que é aumentado ao derrotar inimigos; cada "nível" ganho aumenta um pouco as estatísticas do personagem, assim melhorando o seu desempenho durante batalhas. Exemplos de estatísticas incluem hit points, o quanto de dano o personagem pode receber; magic points ("pontos de magia"), que determina quantas vezes o personagem pode usar de ataques mágicos; força, o poder de seus ataques físicos; e inteligência, o poder de suas magias. Quando se encontrando com um inimigo, o jogador pode utilizar de uma variedade de armas para atacar e derrotá-lo. Apesar da história do jogo se passar em 2035, as armas disponíveis são muito medievais, o que incluem espadas, machados e lanças, além de também uma pistola. Estas armas diferem em nível de dano, alcance da arma e velocidade no uso. Itens e outros acessórios podem ser adquiridos ao derrotar inimigos ou através da compra (só é disponível após certo ponto no jogo).
Semelhante a outros jogos da série, Aria of Sorrow se ambienta no castelo do Dracula, que é profundamente subdividido em variadas e diferentes áreas por onde o jogador passa. Estas áreas possuem elementos diferentes, o que inclui inimigos distintos, características do terreno e do fundo variantes, além de possuírem uma música tema própria para cada. Como acontece em boa parte dos jogos de plataforma, o progresso entre tais áreas é limitado pelas habilidades que o personagem possui ao longo do jogo. Enquanto que o método no qual se procede pelas áreas é inicialmente linear, as opções do jogador tornam-se mais diversas quando o número de habilidades adquiridas pelo personagem aumenta, sendo este mais um contraste em relação a outros títulos da série.

### Tactical Soul

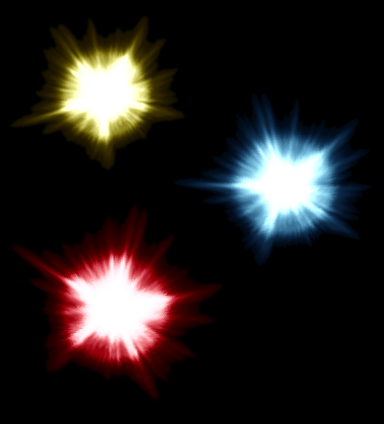
Almas Bullet, Guardian e Enchant; ataque, defesa e status, respectivamente.

Aria of Sorrow possui um novo sistema de combate e habilidade introduzida à série Castlevania, chamado sistema Tactical Soul. Tal sistema consiste na absorção das almas dos oponentes com o objetivo de ganhar habilidades adicionais. Com exceção de inimigos humanos e dos chefes finais, todas as almas podem ser absorvidas pelo personagem. A taxa de obtenção das almas dos inimigos varia entre eles. Adicionalmente, dois jogadores podem trocar almas entre si usando dois cartuchos e dois consoles de Game Boy Advance com um cabo de conexão.
As almas trazem uma variedade de efeitos, sendo separadas em quatro categorias: Bullet (bala; de ataque), Guardian (guardião; defesa), Enchant (encantamento; status) e Ability (almas de habilidade). O jogador pode equipar somente um tipo de alma Bullet, Guardian e Enchant de uma vez. Almas Bullet (cor vermelha) dão ao jogador a capacidade de consumir uma porção definida de pontos de magia para usar uma habilidade de ataque, geralmente em forma de projétil. Almas Guardian (cor azul) dão efeitos contínuos, o que incluem transformar-se em criaturas místicas e invocar familiars, drenando continuamente pontos de magia assim que ativados. Almas Enchant (cor amarela) ficam continuamente ativas quando equipadas e proporcionam aumentos nas estatísticas ou outras habilidades inatas, como a habilidade de andar sobre a água. Almas Ability (cor cinza) dão ao jogador habilidades inatas mais importantes, que são frequentemente necessitadas para atravessar certas áreas do castelo. Pelo fato destas últimas estarem permanentemente ativas, elas não precisam ser equipadas/ativadas e nem consomem pontos de magia, podendo ser desativadas através do menu durante o jogo.

### Modos adicionais
AoS possui modos adicionais de jogo que não são acessíveis na primeira vez em que ele é jogado, assim sendo, só quando ele é finalizado com o good ending (final bom). A opção "New Game +" dá ao jogador, que já completou o jogo, a oportunidade de jogá-lo novamente com todos os equipamentos, itens e almas que ele adquiriu da primeira vez. Conseqüentemente, não é possível escolher o "Hard Mode" ("Modo Difícil"), que oferece a mesma jogabilidade num nível de dificuldade maior. Dois outros modos, disponíveis após o término do jogo, seja com o bad ou good ending, oferecem alternativas à jogabilidade normal: "Boss Rush Mode", um modo baseado em time attack onde são enfrentados todos os chefes do jogo em seqüência; e o Julius Mode, onde o jogador controla o personagem do clã Belmont que participa de AoS, Julius Belmont. Julius utiliza a Vampire Killer (um chicote que é usado pelos Belmonts) e de armas secundárias (mais conhecidas como sub-weapons), que incluem uma cruz, machados, facas, água benta e um tipo de invocação de poder azul em forma de cruz, além de uma técnica evasiva de teletransporte de curto alcance. Ao se finalizar o jogo com Julius (que equivale ao primeiro bad ending no modo normal, com Soma), Graham é simplesmente derrotado e nenhuma cena adicional é mostrada.

## Enredo

### Mundo
O local em que AoS se passa é no universo fictício da série Castlevania, no ano de 2035. A premissa da série é o conflito entre os caçadores de vampiros do clã Belmont e o vampiro imortal Dracula. No ano de 1999 (36 anos antes do começo de Aria of Sorrow) o Dracula foi derrotado pelo clã Belmont e seus poderes foram selados num eclipse solar. Um momento após a morte do Dracula, uma profecia foi feita: a reencarnação do Dracula iria ao castelo no ano de 2035 e herdaria todos os seus poderes. Esta profecia age como o principal motivo para que os personagens secundários estejam presentes no local. O jogo é ambientado no castelo do Dracula, o lugar mais comum da série.

### Personagens
O protagonista de Aria of Sorrow é Soma Cruz, um estudante transferido do Japão que possui o "poder do domínio", que o permite absorver as almas dos monstros e usá-las como suas habilidades. Ele é inicialmente acompanhado por sua amiga de infância, Mina Hakuba, a filha única do sacerdote-guardião do santuário Hakuba. Ao longo do jogo, Soma vai conhecendo personagens adicionais que o ajudam em sua aventura: Genya Arikado, um agente enigmático do governo e o disfarce de Alucard (personagem principal de Castlevania: Symphony of the Night, para PSX), o filho do Conde Dracula; Yoko Belnades, uma bruxa e membro do clã Belnades; J, um homem com amnésia que foi levado ao castelo do Dracula; e Hammer, um soldado do Exército dos Estados Unidos ordenado a investigar os eventos ocorridos no castelo. Graham Jones, um missionário que acredita que é a reencarnação do Conde, participa como o antagonista do jogo.
Os personagens foram desenhados por Ayami Kojima, que antes já trabalhou em outros personagens da série Castlevania, como em Castlevania: Symphony of the Night e Castlevania: Harmony of Dissonance. Devido ao fato do jogo se passar no futuro, os designs de Kojima são notavelmente contemporâneos, utilizando de roupas modernas, em contraste aos trajes medievais que personagens dos jogos anteriores usam.

### História
A história começa no ano de 2035 quando Soma Cruz está visitando o Japão como um estudante transferido e vivendo perto do santuário Hakuba (na versão japonesa, Soma é um nativo japonês, e não um estudante de intercâmbio). Durante um eclipse solar, ele visita o santuário Hakuba com sua amiga de infância, Mina Hakuba. Ele e Mina são então jogados dentro do eclipse, caindo dentro de um misterioso castelo onde eles encontram Genya Arikado. Arikado revela que aquele era o castelo do Conde Dracula. Depois de um grupo de monstros aparecer e todos serem mortos por Arikado, a alma de um deles é absorvida por Soma. Arikado descreve aquilo como o "poder de domínio", poder pertencente a Soma que, naquele momento, estava "despertando". Arikado então diz a Soma para entrar no castelo e procurar pela sala do trono, que assim entenderá o que ele quis dizer.
Ao longo do progresso de Soma no castelo, ele se encontra com vários personagens diferentes, cada um apresentando um papel na profecia relacionada aos poderes do Dracula. Graham Jones, um missionário que foi ao castelo, torna-se amigo de Soma. Graham explica a ele sobre a natureza do local e diz que o Dracula, anteriormente conhecido como imortal, havia realmente sido morto, e que seus poderes seriam transferidos para sua reencarnação. Quando Soma vai mais além no castelo, ele se encontra com a bruxa Yoko Belnades, que lá está presente sob ordens da Igreja Católica. Yoko está à procura de Graham pois acredita que ele seja perigoso e o herdeiro dos poderes do Conde. Ela esclarece a natureza dos poderes de Soma, revelando que eles não eram necessariamente maléficos e sim que eram pertencentes a ele próprio. Mais tarde, Soma conhece Hammer, um soldado do Exército dos Estados Unidos ordenado a ir ao santuário Hakuba. Contudo, ele desistiu de sua missão para vender itens úteis. Assim, ele se torna o vendedor para Soma, vendendo várias armas, itens e equipamentos para ajudá-lo em sua aventura, tornando-se a "loja virtual" do jogo. Um homem misterioso então aborda Soma, perguntando sobre a natureza do poder negro dele. Durante a conversa deles, o homem lhe revela que sofria de amnésia e que a única coisa de que conseguia se lembrar era que o seu nome começava com "J", passando a ser chamado assim até certo ponto do jogo.
Soma se encontra novamente com Graham e o questiona sobre as suspeitas de Yoko. Graham admite que recebeu os poderes de Dracula, e que acredita ser a sua reencarnação. Ele então faz uma pergunta sobre os poderes de Soma, e quando Soma responde que possui o "poder de domínio", Graham entra em pânico e muda completamente sua postura. Preocupado, Soma conta este incidente a Yoko, que recomenda que ele se junte a ela para impedir que Graham consiga adquirir os poderes do Conde. Mais à frente, Soma assiste à cena de Yoko sendo apunhalada por Graham com uma faca, este então fugindo logo após. Yoko avisa a Soma do aumento de poder de Graham, quando então Arikado chega ao local. Este, por sua vez, promete a Soma que irá cuidar da ferida e lhe diz para perseguir Graham. No caminho, Soma encontra-se com "J" novamente, que diz que parte de sua memória voltou e que seu nome é Julius Belmont, o homem que derrotou o Dracula em 1999. Quando ele vai embora, Julius fala que sabe de algo sobre aquela situação ocorrente, mas, contudo, não revela nada a Soma.
Soma consegue chegar à torre de menagem do castelo e enfrenta Graham na sala do trono. Apesar de o único desejo de Soma ser deixar o local, Graham se mostra convencido de que ele deverá ser morto por usar as almas dos demônios do lugar. Após grandes esforços, Soma sai vitorioso na batalha, mesmo depois de seu oponente ter usado de seus poderes recém-encontrados para assumir uma forma demoníaca.
Endings (finais)
Existem três endings: o bad (mal, "falso"), onde o jogo acaba no ponto em que Graham é derrotado; o good (bom, "verdadeiro"), onde depois da derrota do mesmo, ainda existe mais a ser explorado pelo jogador, e então o Chaos é derrotado; e um segundo bad, onde o Chaos não é derrotado e Soma torna-se o Dracula por completo. A única diferença que define qual dos endings good ou o primeiro bad será mostrado é o uso de três certas almas antes e durante a luta contra Graham, que, aparentemente, capacitam a Soma de absorver os poderes de seu oponente após o combate.
- Bad ending: O poder que Graham absorveu do lugar deixa o seu corpo e Soma ordena que o castelo leve a todos de volta às suas origens.[43] Com isso, Soma, Mina e Arikado saem do castelo juntos para o santuário Hakuba, enquanto que, ao fundo, o eclipse acaba. Quando Soma pergunta sobre o castelo, Arikado explica que ele está aprisionado no eclipse e que ficará esperando que a próxima reencarnação do Dracula nasça, e o novo mestre vá até lá para comandá-lo. Arikado conclui dizendo que não sabe quando isto virá a acontecer.[42][44]
- Good ending: Quando Graham sucumbe à derrota, Soma absorve os seus poderes e chega à conclusão de que ele é a real reencarnação do Dracula.[45] Arikado aparece e informa Soma de uma maneira de salvar a si mesmo, que é cortando o fluxo do caos no castelo.[46] Soma então segue à Chaotic Realm ("Realidade Caótica") mas Julius o enfrenta, acreditando que Soma é o Dracula por completo.[47] Julius desiste de derrotar Soma após sentir que a alma de Soma estava lutando contra a influência do Conde dentro de seu corpo.[48] Antes de partir, Soma obriga Julius a prometer que ele o mate se ele se tornar o Dracula por completo.[49] Soma percorre a Chaotic Realm e finalmente encontra a fonte do caos. Ele então trava uma batalha contra a manifestação de Chaos que possui duas formas de batalha.[50]
  - Good: Soma consegue derrotar o Chaos e é parabenizado por Yoko, Hammer, Julius e Arikado. Após isso, ele acorda fora do castelo ao lado de Mina, feliz com o fato de o conflito ter chegado ao fim.[50]
  - Bad: Soma perde a batalha contra Chaos e o espírito do Dracula o toma por completo. Mais tarde, ele se encontra sentado no trono do Dracula com uma taça de vinho na mão quando Julius lhe aparece para cumprir a promessa antes feita. Seguindo a mais uma tradição da série Castlevania, Soma bebe o líquido da taça, a joga no chão dramaticamente e eles começam uma batalha.[51][52]

## Desenvolvimento

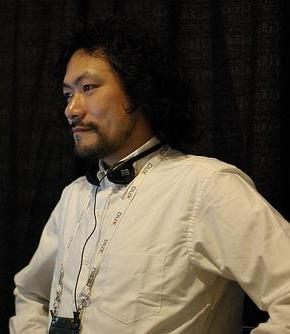
O produtor do jogo, Koji Igarashi.

A existência de Aria of Sorrow foi primeiramente anunciada numa conferência com a mídia em São Francisco, pelo produtor-executivo Koji Igarashi, em 16 de janeiro de 2003. Igarashi já tinha trabalhado em jogos anteriores da série Castlevania, como em Symphony of the Night e o Harmony of Dissonance. O desenvolvimento de Aria of Sorrow começou lado a lado ao de Harmony of Dissonance, o que resultou em ambos os jogos compartilharem mecânicas de programação e elementos de jogabilidade semelhantes. Todavia, Igarashi disse que ele quis tentar uma "rota diferente" para a série de Aria of Sorrow, colocando seu enredo para se ambientar numa época futurística. Ayami Kojima, que já tinha previamente colaborado com Igarashi nos designs dos personagens de Symphony of the Night e Harmony of Dissonance, fez parte do time de desenvolvimento. Seguindo tal modificação de "rota diferente", os designs dos personagens foram feitos num aspecto mais contemporâneo, usando de trajes mais modernos ao invés de roupas de aparência medieval, característica fundamental para os personagens de jogos anteriores.
Uma das principais preocupações de Igarashi durante o desenvolvimento de Aria of Sorrow foi levar em conta as críticas recebidas quanto ao Harmony of Dissonance. Igarashi notou que a música em Harmony of Dissonance não agradou, o que resultou em Michiru Yamane, que já tinha trabalhado na série com a elogiada trilha sonora de Symphony of the Night, ser contratada novamente para compor a trilha sonora de Aria of Sorrow. O time de produção trabalhou nos ciclos de áudio do jogo, dando mais espaço no cartucho e mais ciclos de processamento para o som. Manter a qualidade dos gráficos de Harmony of Dissonance foi o principal objetivo durante seu desenvolvimento, fato criticado por vários autores, que sentiram que o seu áudio tinha ultrapassado os seus gráficos, resultando num certo contra-peso quando jogado. Ademais, certos elementos que estiveram ausentes em Harmony of Dissonance, como a existência de salas secretas, foram incorporados em Aria of Sorrow.

## Recepção
Aria of Sorrow recebeu várias críticas favoráveis de diversas publicações de videogame, com muitos o comparando a Castlevania: Symphony of the Night, o jogo amplamente considerado o melhor de toda a série. A Famitsu, considerada uma das mais respeitadas revistas de notícias sobre jogos eletrônicos no Japão, deu a Aria of Sorrow uma nota de 36/40, a maior nota que qualquer título da série recebeu pela revista. Aria foi também classificado pela Nintendo Power como o 22º jogo mais bem feito para um sistema da Nintendo, na lista Top 200 Games. No Japão, foram vendidas somente 27 000 unidades em um mês após seu lançamento, o que é considerado uma má recepção da crítica para um jogo que faz parte de tão famosa série. Por outro lado, ele foi significantemente mais bem sucedido nos Estados Unidos, com um número de 158 000 unidades vendidas após somente três meses de lançamento.
Sendo o terceiro título da série Castlevania lançado para o Game Boy Advance, vários críticos apontaram diferenças entre Aria e seus antecessores da plataforma, Castlevania: Circle of the Moon e Castlevania: Harmony of Dissonance, com vários deles considerando AoS o jogo "definitivo" — como principal representante — da série no Game Boy Advance. A GameSpy disse que Aria of Sorrow "conseguiu ter quase que tudo completo" quando comparado aos seus antecessores, e ainda o classificou como o "melhor jogo para portátil de Castlevania [até agora feito]". A RPGFan disse que ele "[mostrou] a verdadeira arte do desenvolvimento do jogo: adaptá-lo e modificá-lo o quão necessário, mantendo-o consistente". A RPGamer o considerou um dos melhores jogos já lançados para Game Boy Advance. A GameSpot nomeou Aria para o prêmio de melhor jogo para o portátil em 2003, tendo sido o prêmio ganho por Mario & Luigi: Superstar Saga.
A jogabilidade, especificamente o sistema de Tactical Soul, foi assunto frequente no meio de elogios dos críticos. A RPGFan apelidou o sistema de "viciantemente [sic] divertido", enquanto que a GameSpot elogiou a simplicidade e profundidade de sua jogabilidade. A RPGamer classificou a jogabilidade como "100% sólida", elogiando os controles e a interação com os inimigos, como também o sistema de Tactical Soul. A RPGFan afirmou que ele tinha "uma chance de ser o mais famoso jogo da série, dificilmente ficando na sombra de Symphony of the Night como os seus antecessores". Contudo, a sua curta duração e a dificuldade foram colocados em questão por vários críticos. GameSpot notou que completar Aria of Sorrow uma vez no modo normal duraria somente dez horas, deixando o jogador querendo mais depois de tanto tempo vicioso. A RPGamer concordou com esta afirmação, completando com a afirmação de ele "nunca ter [se oferecido] muito como desafio", mas deu nota que a "diversão simplificada" da jogabilidade compensou isto.
Seus gráficos e o áudio foram amplamente elogiados pelos críticos. A RPGFan enalteceu os seus ambientes como "belos e bem construídos" e deu nota que, enquanto que o jogo não tenha chegado ao nível de qualidade gráfica do Symphony of the Night, ele "deu uma incrível tentativa para conseguir isto". A GameSpy qualificou os gráficos como "limpos, cristalinos e coloridos", com "boa animação em sprites facilmente vistos". Ela adicionalmente destacou que o áudio, um elemento cuja qualidade particularmente exclusiva ao Harmony of Dissonance, foi encontrada como "encaixada e bem composta". Antes do seu lançamento, a IGN comentou que a música era "bela e agradavelmente ótima". A GameSpot, apesar de titular a trilha sonora como "a princípio, esquecível", deu nota de que ela se saiu muito melhor do que a de Harmony of Dissonance e ainda elogiou os sons individuais de cada inimigo.
Em termos de enredo e personagens, a RPGamer recebeu bem os personagens e os seus papéis na história, junto com a ênfase colocada em suas personalidades e do desenvolvimento dos personagens secundários, dizendo que títulos anteriores de Castlevania não exploraram tanto tais personagens, em troca de concentrar-se no protagonista. A IGN chamou o final do jogo de "incrivelmente desapontante e não saciável", mas elogiou o contraste de sua história em relação às outras da série, onde um membro do clã Belmont derrota o Dracula com a ajuda de alguns outros personagens. A GameSpy criticou a presença do estereótipo de uma "mulher fraca que necessita de proteção" e um "homem de aparência afeminada que faz todo o trabalho sujo de matar", que está presente em muitos títulos de Castlevania, mas também elogiou o seu "poderoso e incomparável cenário", dizendo que fora o melhor desde Symphony of the Night.

## Legado
Devido ao sucesso de Castlevania: Aria of Sorrow, a produção de Castlevania: Dawn of Sorrow, uma rara seqüência direta na série de Castlevania, foi anunciada em 6 de janeiro de 2005. Numa entrevista, Koji Igarashi deu nota que ele sentiu que o sistema de Tactical Soul usado em Aria of Sorrow, como também a história de Soma Cruz, iriam ser desperdiçados se fossem usados em um único jogo. Isto contribuiu com o seu desejo de criar uma seqüência para AoS. Com isso, o sistema de Tactical Soul foi re-introduzido em Dawn of Sorrow, com vários novos elementos, como o design de estilo anime dos personagens, já que Ayami Kojima não fez parte do time de produção de DoS.
Além disso, Aria of Sorrow foi relançado em ambos Japão e Estados Unidos: em 3 de novembro de 2005, Aria of Sorrow foi relançado como parte do "Konami the Best" da Konami no Japão; enquanto que nos Estados Unidos foi relançado junto com o Harmony of Dissonance, num pacote chamado "Castlevania: Double Pack", em 11 de janeiro de 2006.